# KFM (KDE)
KFM (KDE File Manager) è stato un file manager nella prima versione dell'ambiente desktop KDE sostituito con l'uscita di KDE 2 da Konqueror.
Era caratterizzato da un'interfaccia molto semplice capace di gestire i principali documenti di testo, immagini e alcuni documenti web come file html o css. Allo stesso tempo però permetteva molte operazioni avanzate come la gestione dei permessi su uno o più file o la formattazione dei floppy disk.
È comparso fin dalle prime versioni di KDE 1, distribuito il 12 luglio 1998, e aggiornato con KDE 1.1.2 pubblicato nel settembre 1999.
Durante lo sviluppo di KDE 2 si è preferito riscrivere un programma più completo capace di gestire i maggiori documenti  come i pdf e file di testo avanzati e allo stesso tempo capace di navigare nel web, si è in pratica voluto includere in un unico programma le funzioni di file manager e browser web, così con KDE 2 uscito il 23 ottobre 2000 si è presentato Konqueror.
Quest'ultimo diventerà in seguito un pilastro delle successive versioni di KDE fino a KDE 3.5.7 uscito a ottobre 2007 dove per la parte del file manager è stato sostituito da Dolphin.